# Alseis smithii
Alseis smithii är en måreväxtart som beskrevs av Paul Carpenter Standley. Alseis smithii ingår i släktet Alseis och familjen måreväxter. Inga underarter finns listade i Catalogue of Life.